# Alexandru Marinescu (poloist)
Alexandru Marinescu (n. 23 octombrie 1932) este un fost jucător român de polo pe apă. El a concurat la Jocurile Olimpice de vară din 1956.